# Lüssow (powiat Rostock)
Lüssow – gmina w Niemczech, w kraju związkowym Meklemburgia-Pomorze Przednie, w powiecie Rostock, wchodzi w skład urzędu Güstrow-Land.

## Toponimia
Nazwa pochodzenia słowiańskiego, odosobowa, pierwotna połabska forma *Lušov- znaczy tyle co „gród Luša”.